# Friedrich Chrysander

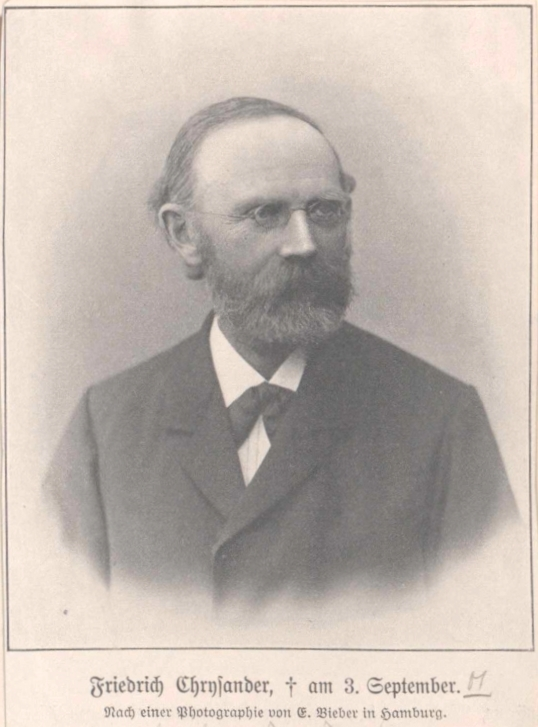
Friedrich Chrysander, Foto von E. Bieber, Hamburg

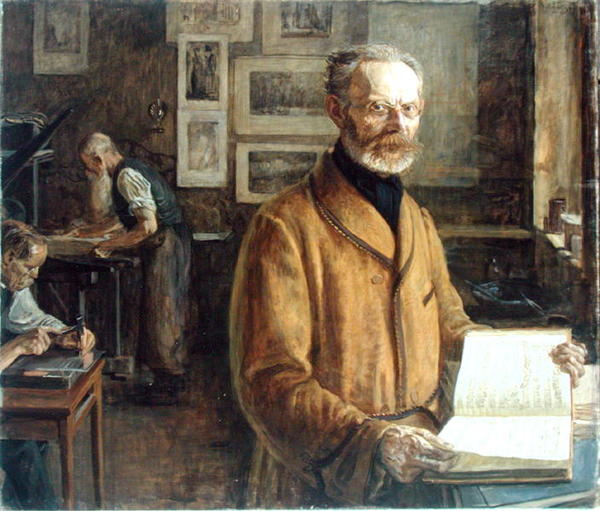
Friedrich Chrysander, Gemälde von Leopold von Kalckreuth (1901)

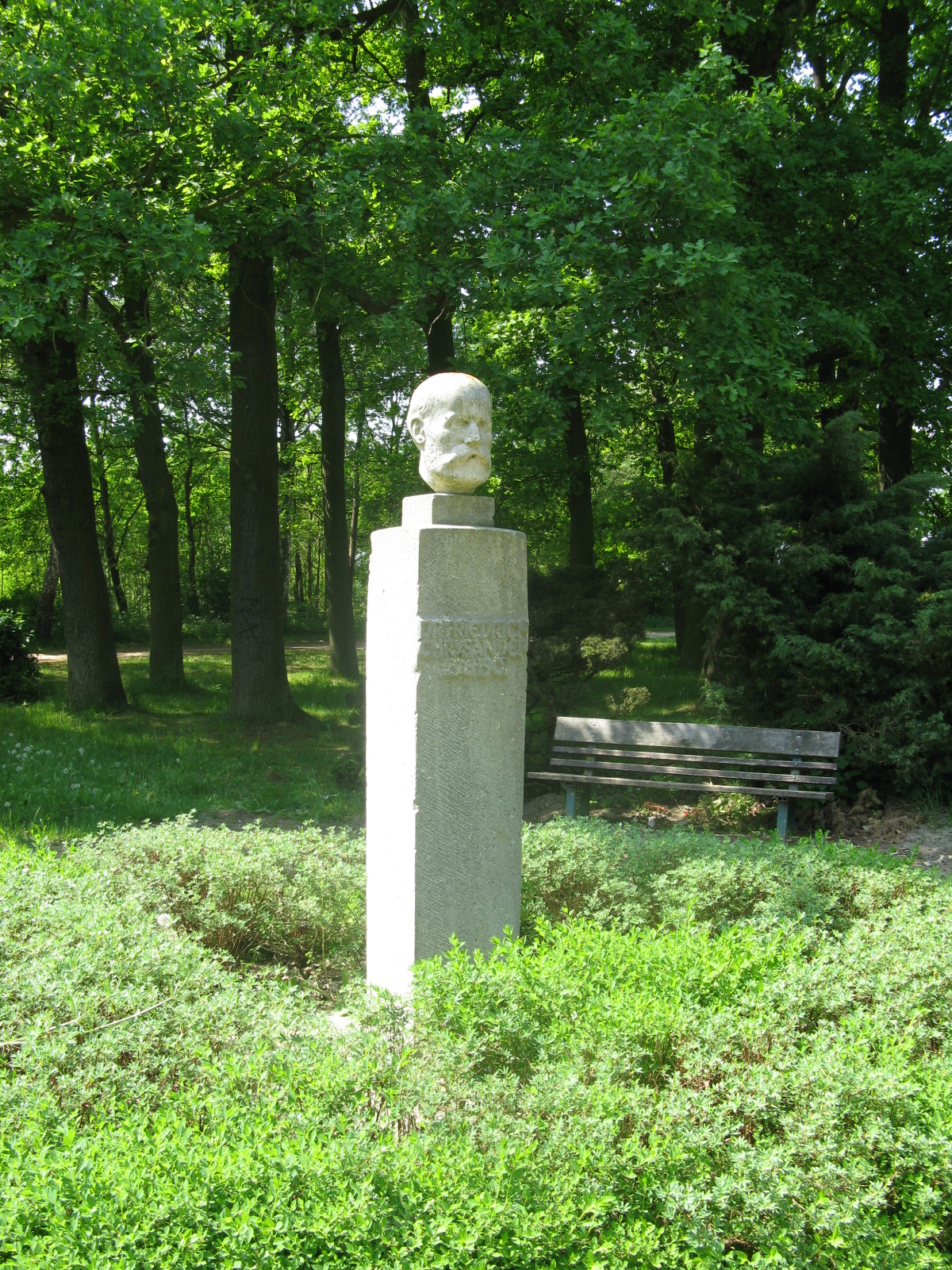
Denkmal im Geburtsort Lübtheen

Karl Franz Friedrich Chrysander (* 8. Juli 1826 in Lübtheen; † 3. September 1901 in Bergedorf bei Hamburg) war ein deutscher Musikwissenschaftler und ein Herausgeber der Werke Georg Friedrich Händels.

## Leben
Friedrich Chrysander studierte Philosophie an der Universität Rostock, wo er auch promoviert wurde. Anschließend lebte er längere Zeit im Ausland, namentlich in England. Nach Deutschland zurückgekehrt, hielt er sich teils in Lauenburg, teils in Vellahn in Mecklenburg auf. Seit 1866 hatte er seinen Wohnsitz in Bergedorf bei Hamburg. Chrysander fand seine Grabstätte in Vellahn.
Zusammen mit dem Historiker Georg Gervinus gründete Chrysander 1856 die Deutsche Händel-Gesellschaft mit dem Ziel, sämtliche Werke Georg Friedrich Händels herauszugeben. Die Gesellschaft löste sich schon nach vier Jahren auf, woraufhin Chrysander die Arbeit an der Gesamtausgabe weitgehend selbst übernahm. Hierfür erwarb er eine große Zahl an Dirigierpartituren; und er reiste nach London, um Autographen zu sichten. Zur Finanzierung musste er seine Sammlung an die Hansestadt Hamburg verkaufen.
Chrysander verfasste eine Biographie Händels (1685–1759), die unvollendet blieb: Sie bricht im Jahr 1740 ab, dem Jahr der letzten Oper Deidamia und dem Beginn der Zeit der Oratorien. Das biografische Werk (Leipzig 1858–67, Band 1–3, erste Hälfte) stellt in der Musikgeschichte eine ganz besondere Leistung dar. Außerdem war Chrysander von 1859 bis 1894 der erste Herausgeber des Gesamtwerkes Georg Friedrich Händels auf der Basis systematischer Quellenforschung.
Als Redakteur in der Allgemeinen musikalischen Zeitung von 1868 bis 1871 und von 1875 bis 1882 war Friedrich Chrysander ein Pionier der Musikkritik. 1885 gründete Friedrich Chrysander zusammen mit Philipp Spitta und Guido Adler die Vierteljahrsschrift für Musikwissenschaft.
Zahlreiche historische Studien Chrysanders erschienen auch in den Jahrbüchern für Musikwissenschaft und der Vierteljahrsschrift für Musikwissenschaft. Hervorzuheben sind auch Chrysanders Denkmäler der Tonkunst mit folgenden Kompositionen:
- Vierstimmige Motetten von Palestrina
- Vier Oratorien von Giacomo Carissimi
- Werke von Arcangelo Corelli
- Louis Couperins Pièces de Clavecin
- Bearbeitungen Händelscher Oratorien in gekürzten Fassungen.

Von den insgesamt 94 Bänden der Werkausgabe und sechs Ergänzungsbänden, die er überwiegend auch selbst gestochen hat, stellte Chrysander 92 Bände sowie vier Ergänzungsbände selbst fertig. Ein weiterer Händel-Band und zwei Ergänzungsbände wurden 1902 von Max Seiffert ergänzt.

## Veröffentlichungen
Autor

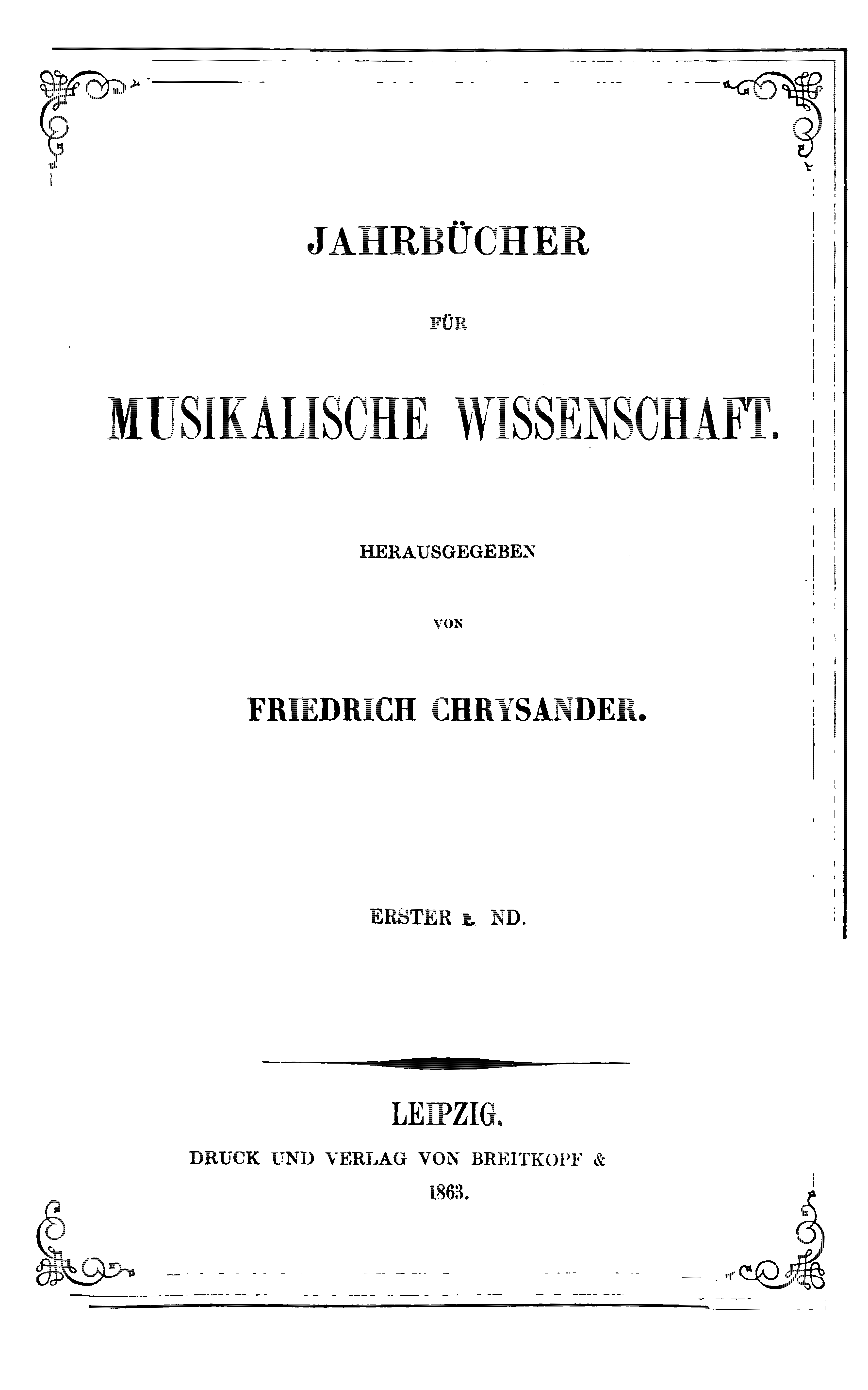
Jahrbücher für musikalische Wissenschaft, Titelblatt

- Über die Molltonart in den Volksgesängen und Über das Oratorium. Schwerin 1853, Oertzen & Schlöpke.
- Georg Friedrich Händel. Breitkopf & Härtel, Leipzig 1858 (Band I), 1860 (Band II), 1867 (Band III, Teil 1)
  - 2. unveränderte Ausgabe: Georg Friedrich Händel. Band I–III/Erste Hälfte. Breitkopf & Härtel, Leipzig 1919 (PDF: Band 1, Band 2, Band 3,1)
- Händels biblische Oratorien in geschichtlicher Betrachtung. Hamburg 1897, O. Meißner, 2/1907, Lpz., B. & H., 4/1922 ebda.
- Musik und Theater in Mecklenburg. o. J. [1854] und Neue Beiträge z. Mecklenburg.
- Schwerin 1856. In: Archiv f. Landeskunde in den Großherzogtümern Mecklenburg. VI, 12.
- Über Händels Begräbnis-Anthem für Königin Caroline, 1737. In: Euterpe XXI. S. 143–146.
- Die Originalstimmen von Händels Messias. In JbP II, 1896.
- Händel, Georg Friedrich. In: Allgemeine Deutsche Biographie (ADB). Band 12, Duncker & Humblot, Leipzig 1880, S. 777–793.

Herausgeber
- G. F. Händels Werke. Für die Deutsche Händelgesellschaft hrsg., Lpz. 1858–1894, Band 1–18 Breitkopf & Härtel, Band 19ff. Druck und Stich. Die Ausgabe umfasst 95 Bde. (Band 49 ist nie ersch.), Band 45 (Messias) hrsg. von M. Seiffert, Lpz. 1902, B. & H. Dazu 6 Suppl. enthaltend Quellen zu Händels Werken.
- Denkmäler der Tonkunst. Bergedorf 1869, H. Weißenborn: Band 1, 2, 3, 4, 5.
- J. S. Bachs Klavier-Werke. 4 Bände, mit Vorw., Wolfenbüttel 1856, Holle.
- Klavierauszüge ausgewählter Händel-Oratorien (Debora, Esther, Herakles, Judas Makkabäus, Messias, Samson, Saul).
- Handel receiving the laurel from Apollo. A poem by an unknown author, originally printed in the year 1724. Leipzig 1859.
- Jahrbücher für musikalische Wissenschaft. 2 Bände. Breitkopf & Härtel, Leipzig 1863–1867 u. Reprint: Georg Olms, Hildesheim  1966.